# Olympische Jugend-Sommerspiele 2018/Teilnehmer (Bermuda)
| Gelbes Symbol für Goldmedaillen mit stilisierten Olympischen Ringen | Graues Symbol für Silbermedaillen mit stilisierten Olympischen Ringen | Braundes Symbol für Bronzemedaillen mit stilisierten Olympischen Ringen |
| ------------------------------------------------------------------- | --------------------------------------------------------------------- | ----------------------------------------------------------------------- |
| —                                                                   | —                                                                     | —                                                                       |

Die Jugend-Olympiamannschaft aus Bermuda für die III. Olympischen Jugend-Sommerspiele vom 6. bis 18. Oktober 2018 in Buenos Aires (Argentinien) bestand aus drei Athleten.

## Athleten nach Sportarten

### Leichtathletik
Jungen
- Clevonte Lodge-Bean
400 m: DNF (1. Lauf)

### Schwimmen
| Mädchen - Maddy Moore 50 m Freistil: 21. Platz 100 m Freistil: 34. Platz 50 m Rücken: 28. Platz 50 m Schmetterling: 31. Platz | Jungen - Kai Legband 50 m Freistil: 26. Platz 100 m Freistil: 29. Platz |